# 吉村典久 (経営学者)
吉村 典久（よしむら のりひさ、1968年 - ）は、日本の経営学者。大阪市立大学経営学研究科教授、元和歌山大学経済学部教授・同学部長。専門は経営学、競争戦略論。

## 人物
1968年奈良県生まれ。学習院大学経済学部経営学科卒。神戸大学大学院修了。博士（経営学）。日本企業の経営戦略とコーポレート・ガバナンスを研究。

## 著書

### 単著
- 『部長の経営学』（ちくま新書、2008年）
- 『日本の企業統治：神話と実態』（NTT出版、2007年）

### 共著
- 『取引制度から読みとく現代企業』（有斐閣、2008年）
- 『コーポレート・ガバナンスの経営学』（有斐閣、2010年）

### 共編著
- 『１からの経営学』（中央経済社、2006年）